# Südpazifikspiele 2007/Squash
Bei den Südpazifikspielen 2007 in Apia auf Samoa fanden vom 25. August bis 7. September 2003 im Squash sieben Wettbewerbe statt. Austragungsort war der Faleata Sports Complex.

## Bilanz

### Medaillenspiegel
| Platz  | Land            | Gold | Silber | Bronze | Gesamt |
| ------ | --------------- | ---- | ------ | ------ | ------ |
| 1      | Neukaledonien   | 2    | 2      | 2      | 6      |
| 2      | Papua-Neuguinea | 2    | 1      | 2      | 5      |
| 3      | Fidschi         | 2    | 2      | —      | 4      |
| 4      | Samoa           | 1    | 1      | 3      | 5      |
| 5      | Cookinseln      | —    | 1      | —      | 1      |
| Gesamt | Gesamt          | 7    | 7      | 7      | 21     |

### Medaillengewinner
| Disziplin        | Gold                                                                             | Silber                                                                                         | Bronze                                                                            |
| ---------------- | -------------------------------------------------------------------------------- | ---------------------------------------------------------------------------------------------- | --------------------------------------------------------------------------------- |
| Herreneinzel     | Warren Yee                                                                       | Laurent Guepy                                                                                  | Robert Stirrup                                                                    |
| Dameneinzel      | Naluge Guy                                                                       | Tepua Russell                                                                                  | Eli Webb                                                                          |
| Herrendoppel     | Gaël Gosse Laurent Guepy                                                         | Ivan Chewlit Norman Wetzell                                                                    | Fabian Dinh Robert Stirrup                                                        |
| Damendoppel      | Alyson Sefo Iokapeta Sialaoa                                                     | Rita Takiveikata Wati Loata Ledua                                                              | Bridgette Matrus Kristine Seko                                                    |
| Mixed            | Rita Takiveikata Warren Yee                                                      | Naluge Guy Madako Suari                                                                        | Samantha Marfleet Ivan Chewlit                                                    |
| Herrenmannschaft | NeukaledonienLaurent Guepy Gael Gosse Etienne Marziac Fabian Dinh Robert Stirrup | FidschiWarren Yee Andrew McGoon Sonalmeet Nagra Gabriel Lum On Filimone Lesuma                 | SamoaSemo Olo Ivan Chewlit Norman Wetzell Alan Schwalger Jobenz Manoa             |
| Damenmannschaft  | Papua-NeuguineaBridgette Matrus Eli Webb Kristine Seko Naluge Guy Tina Yansom    | NeukaledonienChristine Deneufbourg Marie-Pierre Leca Sylvaine Durand Gina Duong Caroline Quach | SamoaAlyson Sefo Deidre Fuimaono Iokapeta Sialaoa Lucy Thompson Samantha Marfleet |